# Gasthuiskerk (Middelburg)
De Gasthuiskerk is een protestantse kerk van de Christelijke Gereformeerde Kerken in Middelburg in de provincie Zeeland.

## Geschiedenis
De kerk werd in 1493 gebouwd als kapel van het toenmalige ziekenhuis (gasthuis) gewijd aan Sint-Barbara. De kapel kreeg oorspronkelijk de naam Sint-Barbarakapel die gewijzigd werd in Gasthuiskapel alvorens de huidige naam te krijgen. De van oorsprong rooms-katholieke ziekenhuiskapel was van 1568-1571 in gebruik door de bewoners van de abdij en werd van 1579-1589 verhuurd aan Engelse kooplieden. Aansluitend werd de kapel in 1589 toegewezen aan de gereformeerden en in 1799 werd het terug een rooms-katholieke kerk. In 1845 werd het gebouw verkocht aan de Christelijke Afgescheiden Gemeenten en in 1936 gekocht door de Christelijke Gereformeerde Kerken.
In 1954-1955 werd de kerk inwendig geheel gerestaureerd. Toen werd ook het klokkentorentje boven de voorgevel geheel vernieuwd. In 1961 werden de gebouwen tegen de noord- en westgevel van de kerk gesloopt. Hierbij verdween ook de gang van de Lange Delft naar het kerkgebouw. De gotische ingangspartij van die gang werd geplaatst in de voorgevel van de kerk. Het gewelf van de gang werd in 1962 ingemetseld in het winkelpand naast de kerk. De huidige consistorie, eigenlijk het koor van de kerk, werd tot dat jaar gebruikt als kosterswoning. In 2018 werd het exterieur nogmaals grondig gerestaureerd, waarbij in een nis boven de ingang een beeld van de Heilige Barbara van Lein Kaland en Barre Verkerke is geplaatst.
Het interieur werd een eerste maal in 1981 gerenoveerd en in 1982-1983 werd het bijgebouw gerealiseerd. In het voorjaar van 2002 vond een herinrichting plaats van de kerkzaal waarbij vloerverwarming werd aangelegd, de houten vloer vervangen door een hardstenen vloer en het liturgisch centrum verhoogd werd.
Het hoofdwerk van het huidige kerkorgel dateert uit de 18e eeuw en het bovenwerk van het orgel is mogelijk afkomstig van een huisorgel uit circa 1675. Het is niet bekend wanneer het orgel samengesteld werd maar in 1832 werd het orgel in de Hervormde Kerk te Sprang geplaatst. In 1874 werd het orgel overgebracht naar de Gasthuiskerk. In 2009 en 2010 vond een omvangrijke restauratie van het instrument plaats door orgelbouwer Van Vulpen uit Utrecht, waarbij door schilders ook de oorspronkelijke kleuren van de orgelkas opnieuw aangebracht werden.
In de kerk zijn twee belangrijke synodes gehouden, namelijk de synode van 1869 waarbij de Christelijke Afgescheiden Gemeenten samengingen met de Gereformeerde Kerken onder het Kruis tot de Christelijke Gereformeerde Kerk en de "zendingssynode" van de Gereformeerde Kerken in Nederland van 1896 waarbij de Gereformeerde Kerken besloten dat zending een taak van de kerk was en niet van particuliere genootschappen. Dat betrof in dit geval het werk van de Nederlandsche Gereformeerde Zendingsvereeniging (NGZV).

## Fotogalerij

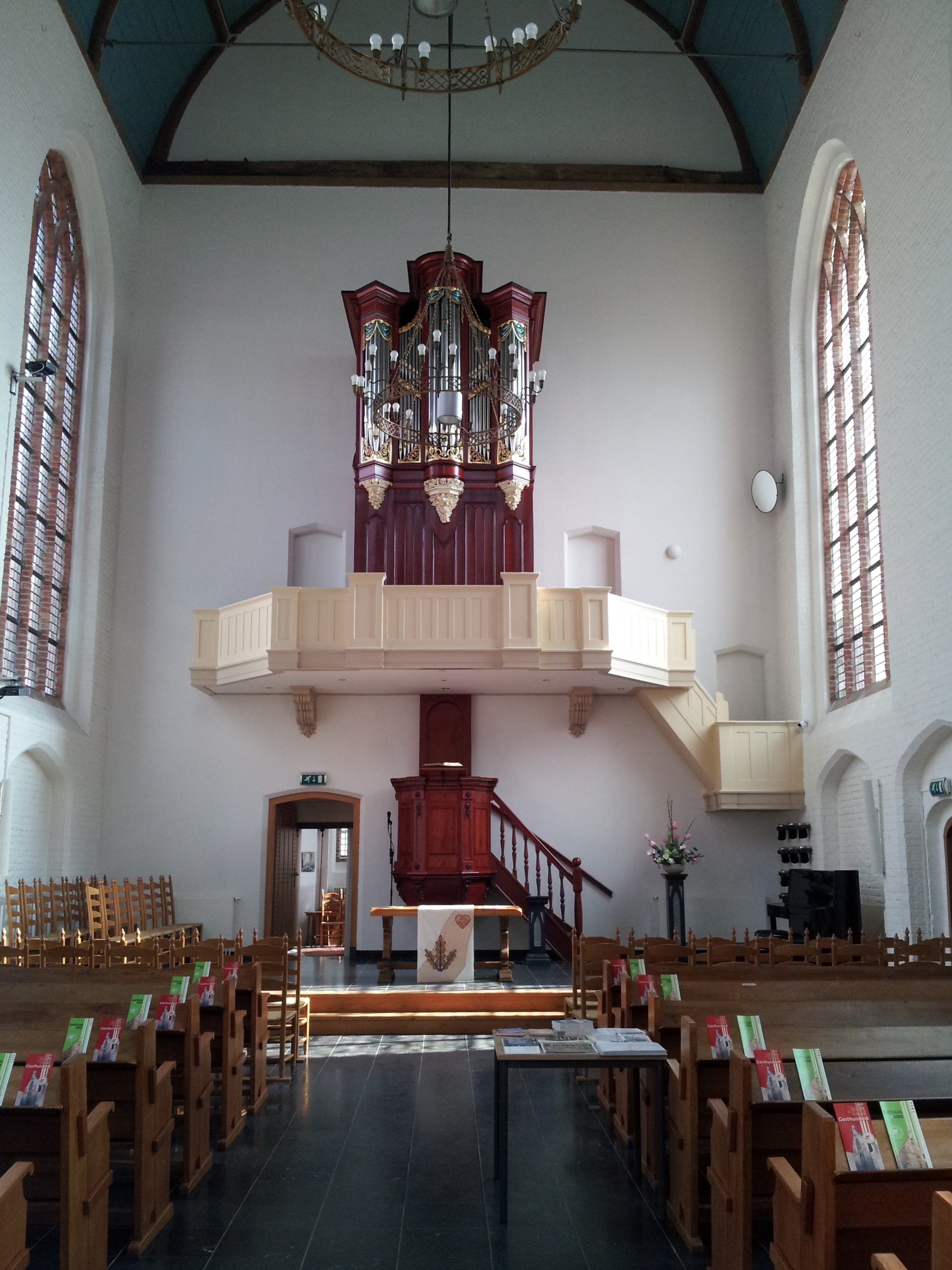
Het orgel in 2013
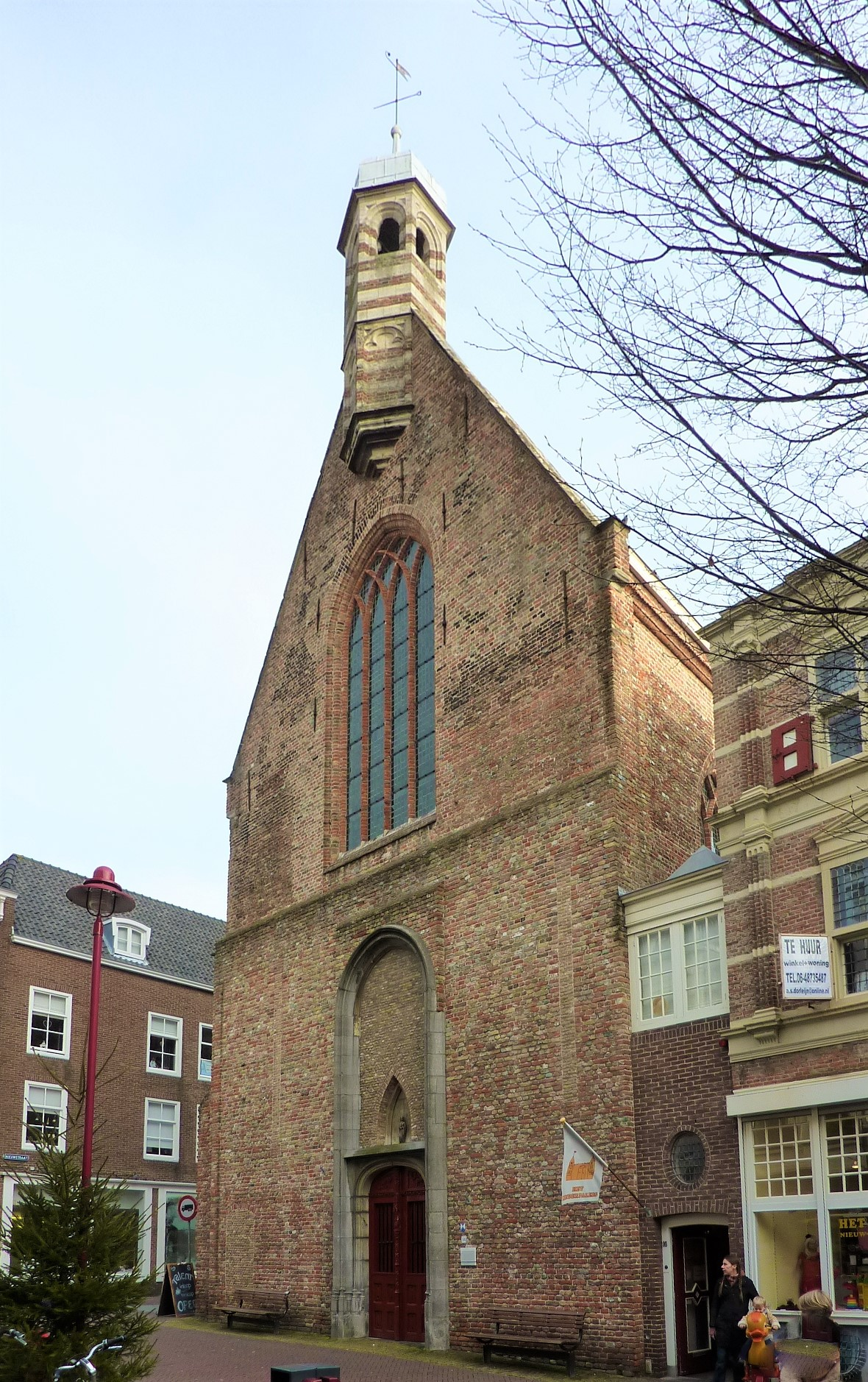
Hoofdingang
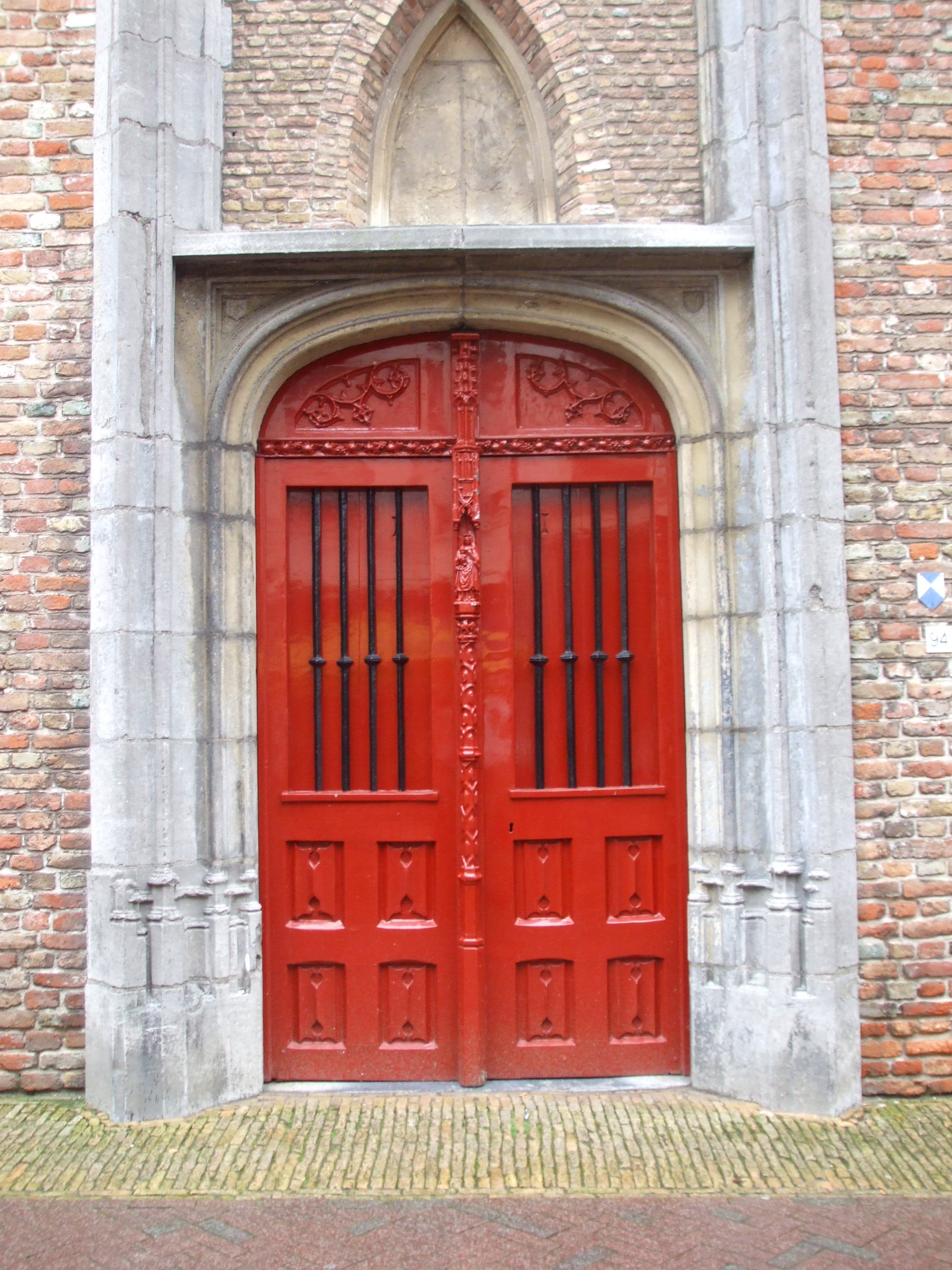
Ingangspoort
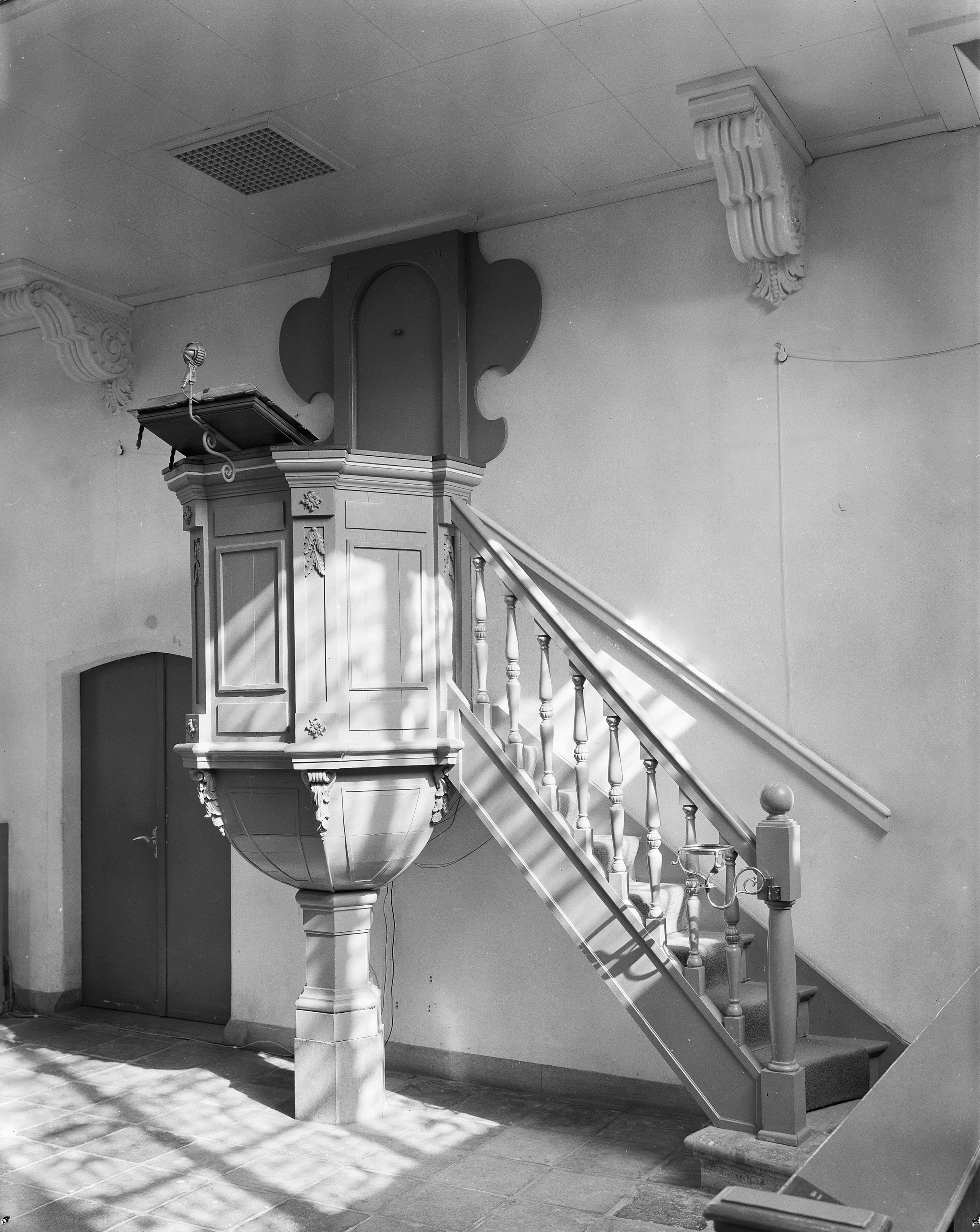
De preekstoel